# Wolfgang Laib
Wolfgang Laib (Metzingen, Alemania; 25 de marzo de 1950) es un artista conceptual alemán que trabaja primordialmente con materiales naturales.

## Biografía
Wolfgang Laib nació el 25 de marzo de 1950 en el seno de una familia de médicos en Metzingen, Baden-Württemberg, Alemania. Creció en Biberach an der Riß y estudió medicina entre 1968 y 1974 en Tübingen. Sin embargo tuvo interés por el arte y estudió bajo la influencia de su mentor, el paisajista Jacob Bräckle.  También tuvo interés por la cultura oriental y la filosofía zen budista, taoísta y mística de Francisco de Asís. En 1975 presentó su obra "Piedras de leche" que destacó por su trasfondo metafísico y existencial.

## Obra
La obra de Wolfgang Laib es considerada adscrita al movimiento Land Art y muestra influencias minimalistas. Hace uso de materiales naturales como la cera de abeja y arroz. Es notable el uso de grandes cantidades de polen de intenso color amarillo que colecta a mano y esparce sobre una gran superficie sobre el suelo o formando montículos cónicos. También es conocido por sus "Piedras de leche" que son grandes bloques de mármol en los cuales produce depresiones superficiales las cuales llena con leche. El artista considera a la naturaleza como un medio perceptible a través de los sentidos mas no como objetivo de su arte, sino más bien como un espacio para la actividad y contemplación que apunten a contextos mayores. Sus piezas sugieren implicaciones que oscilan entre la particularidad de presentar lo primario frente a lo transformado, lo perdurable frente a lo volátil. Laib exhibió en el Pabellón Alemán de la Bienal de Venecia en 1982, y recibió el Premio Arnold Bode del documenta de 1987 en Kassel.